# Bistum Ravello

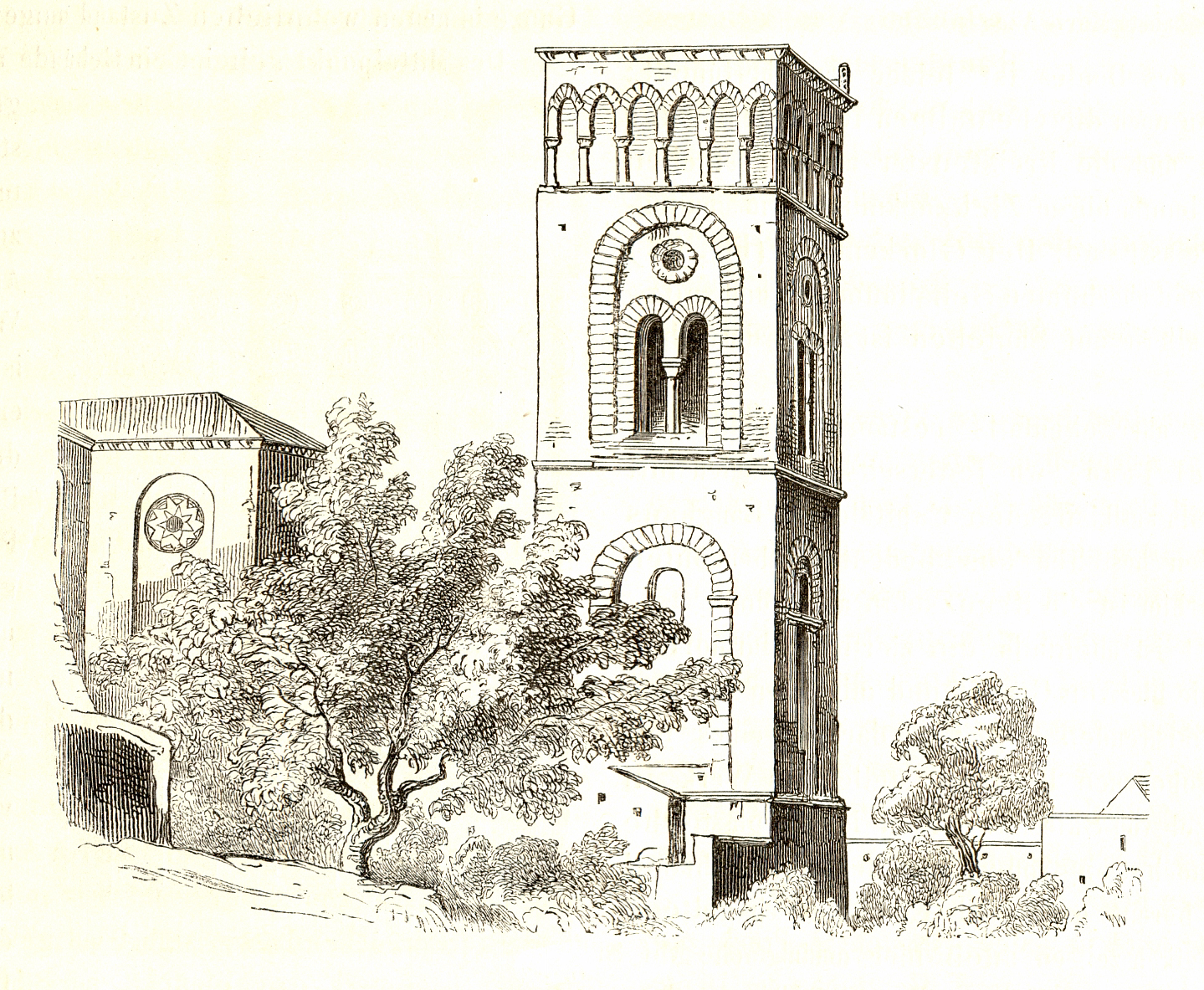
Glockenturm der Kathedrale, Holzschnitt von 1860

Das Bistum Ravello war ein römisch-katholisches Bistum im italienischen Ravello auf der sorrentinischen Halbinsel, das gegen Ende des 11. Jahrhunderts errichtet, 1603 mit dem Bistum Scala vereinigt und 1818 aufgehoben wurde.
Als ergänzende Maßnahme in den Auseinandersetzungen mit dem Dukat Amalfi erreichte Herzog Roger Borsa von Apulien bei Papst Viktor III. 1087 die Ernennung eines Bischofs in Ravello und damit die Errichtung eines Bistums, das nicht dem nahegelegenen Erzbistum Amalfi unterstellt wurde, sondern direkt dem Heiligen Stuhl. 1090 bestätigte Urban II. diese Rechtsstellung und auch Nachfolger wie Paschalis II. 1101, Hadrian IV. 1157, Lucius III. 1182 oder Clemens III. 1188 sahen keinen Anlass zur Änderung. Daher steht Ravello auch im Liber censuum des päpstlichen Kämmerers Cencius unter den direkt dem Papst unterstellten Diözesen.
In der Stadt gab es seit der Mitte des 10. Jahrhunderts ein Nonnenkloster (S. Trinitatis), um 1096 ist erstmals das Männerkloster San Trifone belegt. Das Bistum besaß auch Streubesitz, vor allem in Apulien, der auf Schenkungen von Kaufleuten aus Ravello zurückging. Bei der päpstlichen Zehnterhebung 1308–1310 wurden als Einkünfte 66 Goldunzen notiert, für die Servitientaxe veranschlagte die päpstliche Kammer 130 Florin als Ertrag des Bistums.
Die ersten Bischöfe stammten alle aus dem Patriziat der Stadt. Der Bischof Petrus (1231–1269) wurde im Sommer 1231 am Kaiserhof in Melfi geweiht, von 1237 bis 1239 gehörte er dem Regentschaftsrat an, der das Königreich Sizilien während der Abwesenheit Friedrichs II. regierte. Mit Innozenz IV. hatte er ebenfalls ein gutes Verhältnis und nach dem Umschwung 1255–56 gehörte er zu den Anhängern Manfreds. Unter Karl von Anjou trat er nicht mehr hervor.
1968 wurde es als Titularbistum Rebellum wiedererrichtet und 1969 erstmals als Titularsitz vergeben.